# Newcastle Brown Ale
Newcastle Brown Ale (Ньюкаслський коричневий ель) — напівтемний ель, що виробляється у Великій Британії підприємствами міжнародної пивоварної корпорації Heineken International. Один з найпопулярніших сортів елю у Великій Британії, частка якого на британському ринку розлитого у пляшки та банки елю становить 42 % (2008).
Названий за містом Ньюкасл на Півночі Англії, у якому був вперше зварений у 1927 році. З огляду на традиційне регіональне тяжіння британського пивного ринку найбільшою популярністю користується в регіоні Північно-Східної Англії. Наразі є одним з найпопулярніших англійських елів на світовому ринку, продається на більш ніж 40 закордонних національних ринках.

## Історія
Newcastle Brown Ale почав вироблятися 1927 року на броварні Tyne Brewery У Ньюкасл-апон-Тайні, перші відомості про яку датуються 1868 роком і яка з 1890 входила до об'єднання місцевих броварень Newcastle Breweries. Новий ель швидко здобув популярність у місцевих пабах. 1928 року було розроблено сучасний логотип торговельної марки — блакитну п'ятипроменеву зірку, кути якої символізували п'ять броварень, які входили до Newcastle Breweries.
1960 року відбулося злиття Newcastle Breweries з подібним об'єднанням шотландських броварень Scottish Brewers. Утворена в результаті корпорація Scottish & Newcastle стала провідним гравцем на британському ринку пива, а згодом шляхом придбання пивоварних активів за кордоном здобула статус одного з найбільших гравців на світовому ринку пива. Навесні 2008 року активи Scottish & Newcastle були придбані спільними зусиллями світових пивоварних гігантів Carlsberg та Heineken International. Виробничі активи у Великій Британії та права на відповідні торговельні марки, включаючи Newcastle Brown Ale, відійшли до Heineken International.
З 2005 року виробництво Newcastle Brown Ale здійснюється броварнями в інших містах Англії, виробництво на Tyne Brewery у Ньюкаслі було припинено, а за декілька років її будівлі було знесено. Територія пивоварні «Тайн» була придбана консорціумом у складі Ньюкаслського університету, міської ради Ньюкасла та агенції регіонального розвитку One NorthEast в рамках ширшого проекту «Ньюкасл Сайєнс Сіті». Знесення колишньої пивоварні розпочалося 8 березня 2007 року. Сер Боббі Робсон урочисто дав старт контрольованому знесенню колишнього розливного заводу на Барак Роуд навпроти парку Сент-Джеймс 22 червня 2008 року.